# لی دنیل
لی دنیل (انگلیسی: Lee Daniel؛ زادهٔ ۲۳ ژانویهٔ ۱۹۶۲) فیلم‌بردار اهل ایالات متحده آمریکا است.

## فیلم‌شناسی
- پسرانگی (۲۰۱۴)
- ملت غذای آماده (۲۰۰۶)
- پیش از غروب (۲۰۰۴)
- پیش از طلوع (۱۹۹۵)
- مات و مبهوت (۱۹۹۳)
- اسلکر (۱۹۹۱)